# Dolichowithius brasiliensis
Dolichowithius brasiliensis är en spindeldjursart som först beskrevs av Beier 1930.  Dolichowithius brasiliensis ingår i släktet Dolichowithius och familjen Withiidae. Inga underarter finns listade i Catalogue of Life.